# Veletržní palác
Veletržní palác je budova v pražských Holešovicích, jedna z prvních a největších funkcionalistických staveb Prahy. Byla určená pro konání veletrhů, později byla sídlem podniků zahraničního obchodu.
Veletržní palác je dnes sídlem Národní galerie v Praze, která v něm má umístěnou stálou expozici Umění 20. a 21. století a další výstavní prostory. Budova je od roku 1958 nemovitou kulturní památkou.

## Historie

Veletržní palác před rokem 1941.

Areál nemovitostí 200/VII a 530/VII v Holešovicích-Bubnech koupilo stavební družstvo PVV od firmy Melichar-Umraht a spol., a.s. za částku 6.700.000 Kč. O ceně bylo jednáno několik měsíců. Původně byla za objekty požadována částka 29 milionů Kč. Na pozemku 200 byla budova zrušené a zastavené slévárny a továrny hospodářských strojů Antonína Reissenzahna (1850–1903).
Palác vznikl podle návrhu architektů Josefa Fuchse a Oldřicha Tyla z architektonické soutěže; postaven byl v letech 1925 až 1928. S podlahovou plochou asi 13 500 m2 byl v té době největší stavbou tohoto typu na světě.
Tehdy sloužil společnosti Pražské vzorkové veletrhy.
Od října 1941 byl blízký areál tzv. Radiotrhu (nazývaný také Nové výstaviště, stál při Veletržní ulici naproti Veletržnímu paláci, dnes zde stojí komplex Parkhotelu) používán nacistickými okupanty jako shromaždiště pro židovské občany Čech a Moravy před transportem do koncentračních táborů. 
Po druhé světové válce se palác stal sídlem několika společností zabývajících se zahraničním obchodem (Tuzex, Strojimport aj).

### Požár paláce
Do historie budovy se výrazně zapsal 14. srpen 1974, kdy byla téměř zničena obrovským požárem, jehož likvidace trvala do 20. srpna. V roce 1976 bylo rozhodnuto o jeho rekonstrukci. Ta pokračovala velmi pomalu; teprve v 90. letech 20. století byla budova kompletně opravena.

## Využití paláce

### Expozice Národní galerie
V roce 1976 získala budovu Národní galerie v Praze, která se pak účastnila její rekonstrukce. V současnosti slouží Veletržní palác jako prostor pro stálou expozici Umění 20. a 21. století – sbírka moderního a současného umění.
Stěžejní je zde expozice výtvarného umění: jak českého, tak zahraničního.
Ve stálé expozici má díla světových umělců jako např. Mucha, Picasso, Monet nebo Van Gogh. Ve 3 patrech na ploše 13 500 m² jsou však vystaveny exponáty nejen z oblasti výtvarného umění, ale také z architektury a nábytku, v menší míře i fotografie, designu a scénografie. Celkem je zde přes 2 000 objektů.
- 5. patro – krátkodobé výstavy
- 4. patro – Česká moderna I, 1890–1930
- 3. patro – Česká moderna II, 1900–1930, Francouzské umění 19. a 20. století
- 2. patro – Česká moderna III (od roku 1930), České současné umění
- 1. patro – Mezinárodní umění 20. a 21. století, krátkodobé výstavy
- mezanin a přízemí – krátkodobé výstavy

### Ostatní
- Od května 2012 do roku 2016 zde byla časově omezená výstava Alfons Mucha: Slovanská epopej – cyklus velkoformátových obrazů z dějin Slovanů. Výstavu pořádala Galerie hlavního města Prahy ve spolupráci s Magistrátem.
- divadlo Studio Hrdinů – v bývalém kině v podzemí paláce[8]
- kavárna Kolektor

## Fotogalerie

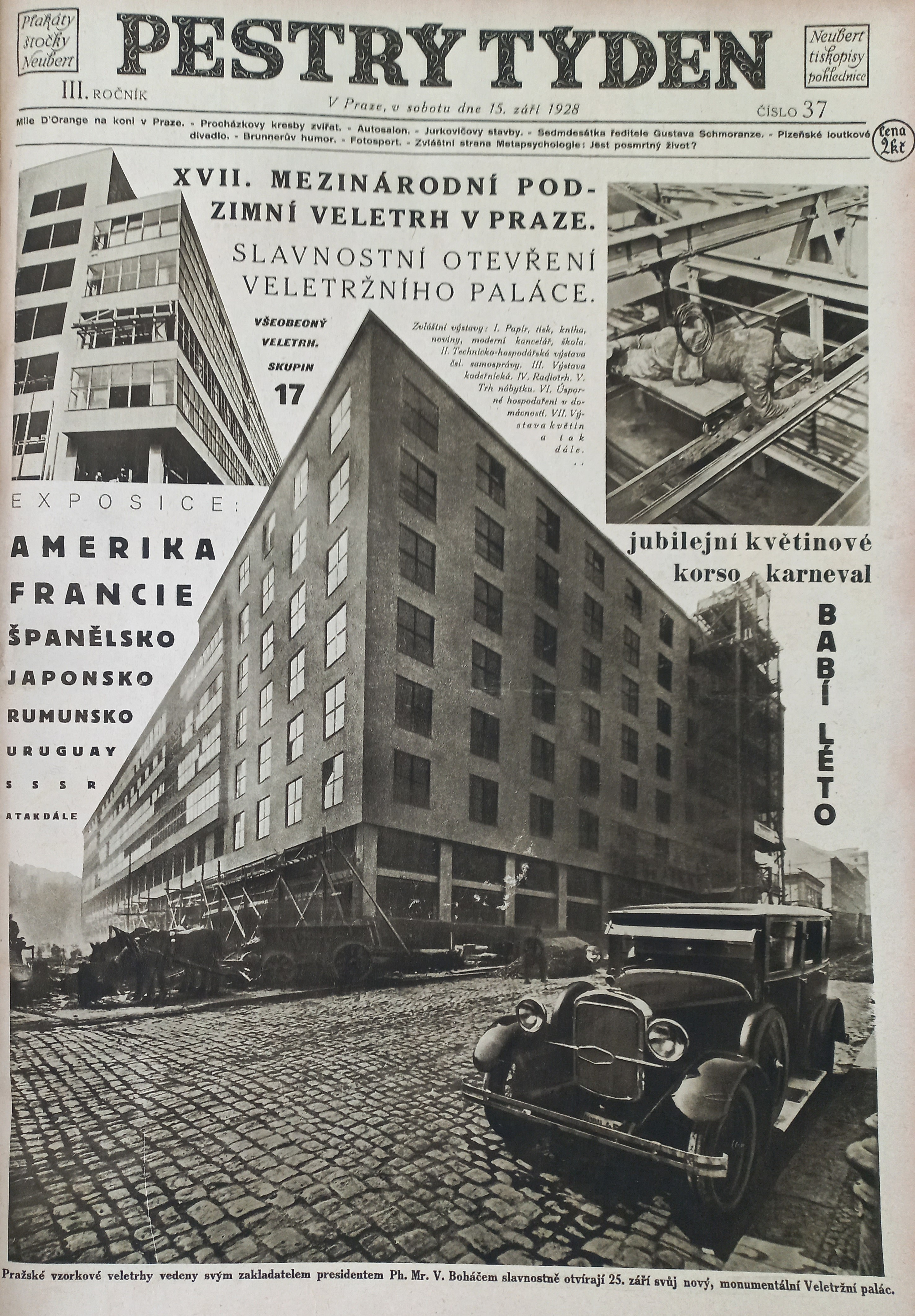
Veletržní palác v době dokončení (Pestrý týden, 1928)
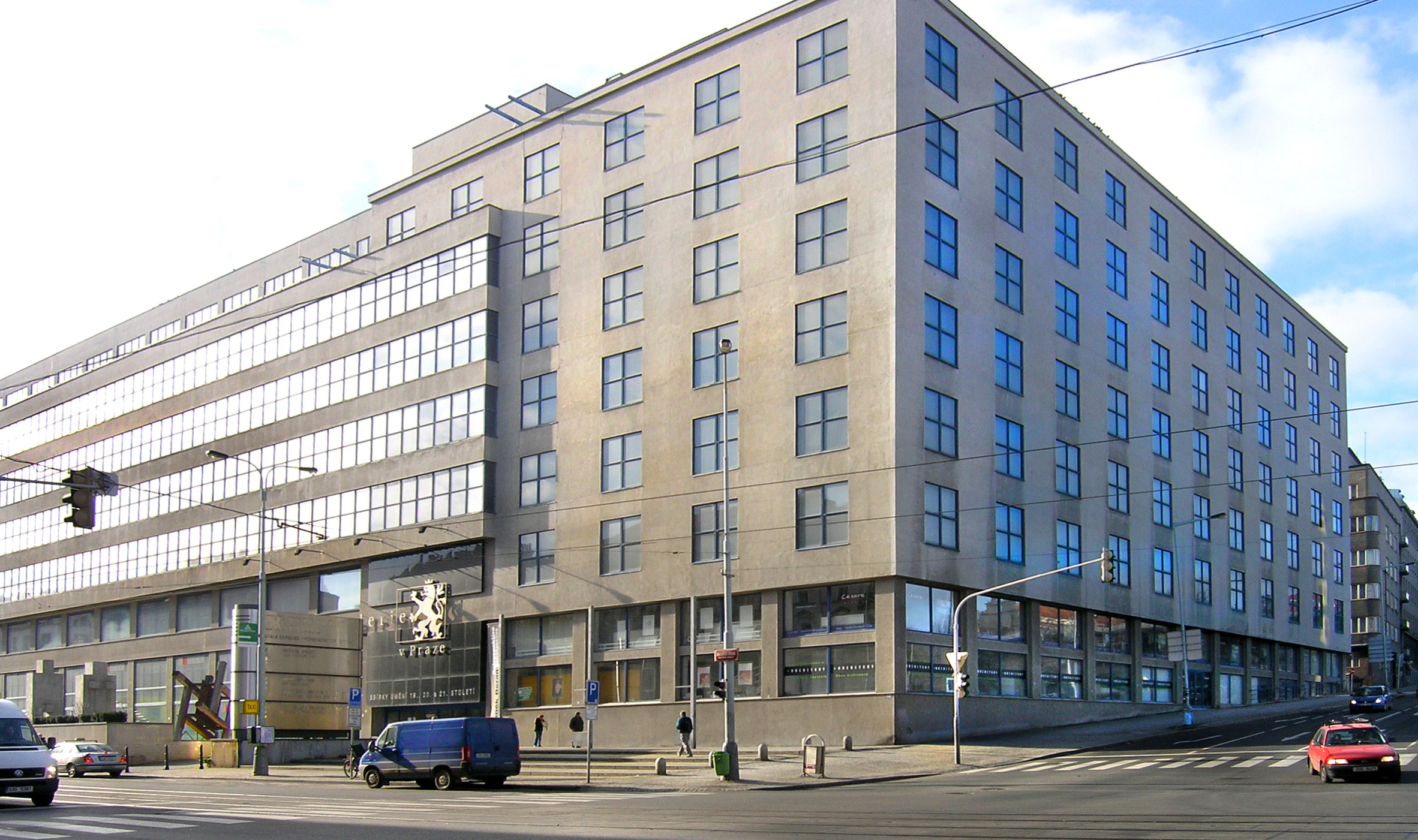
Východní pohled
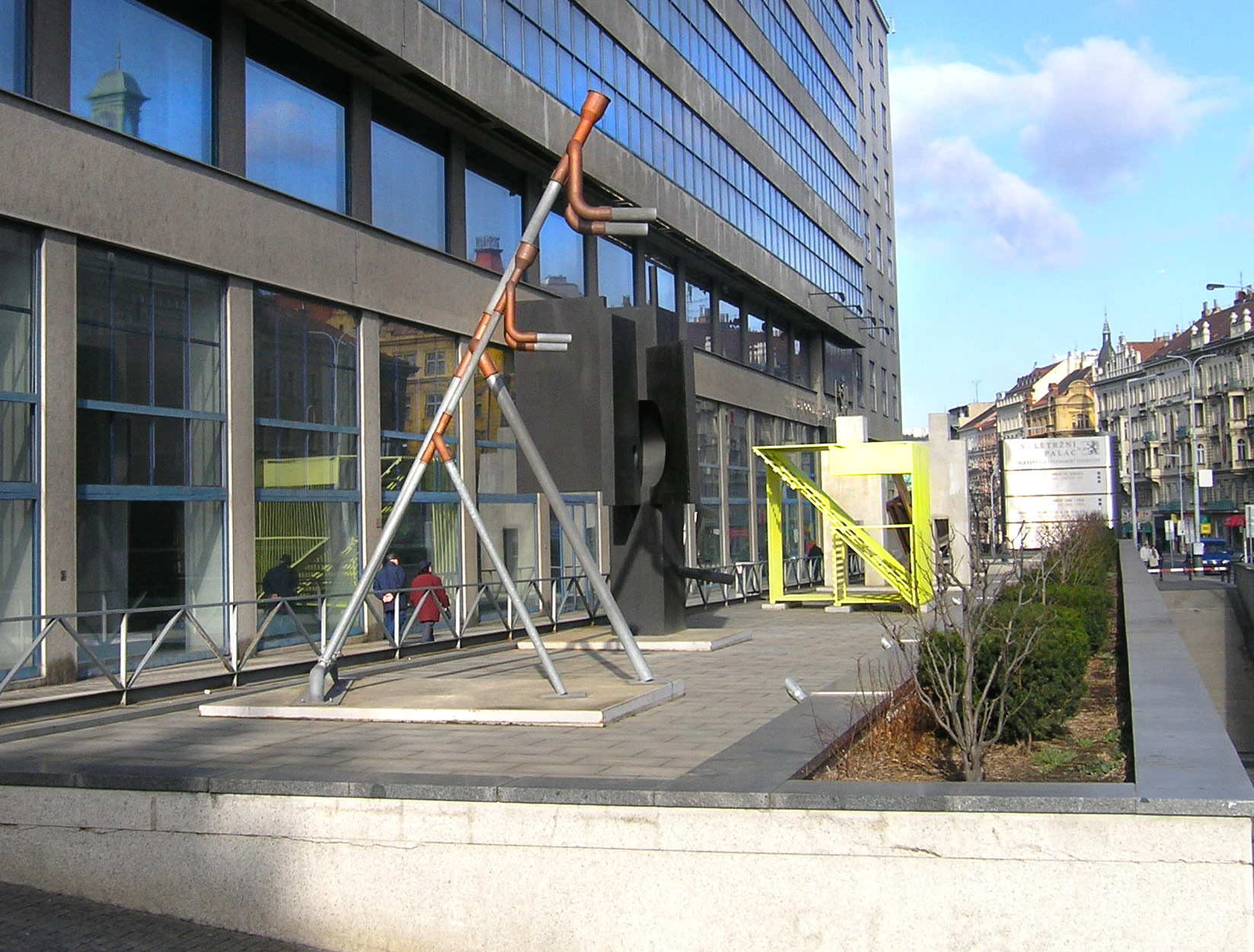
Prostor před palácem
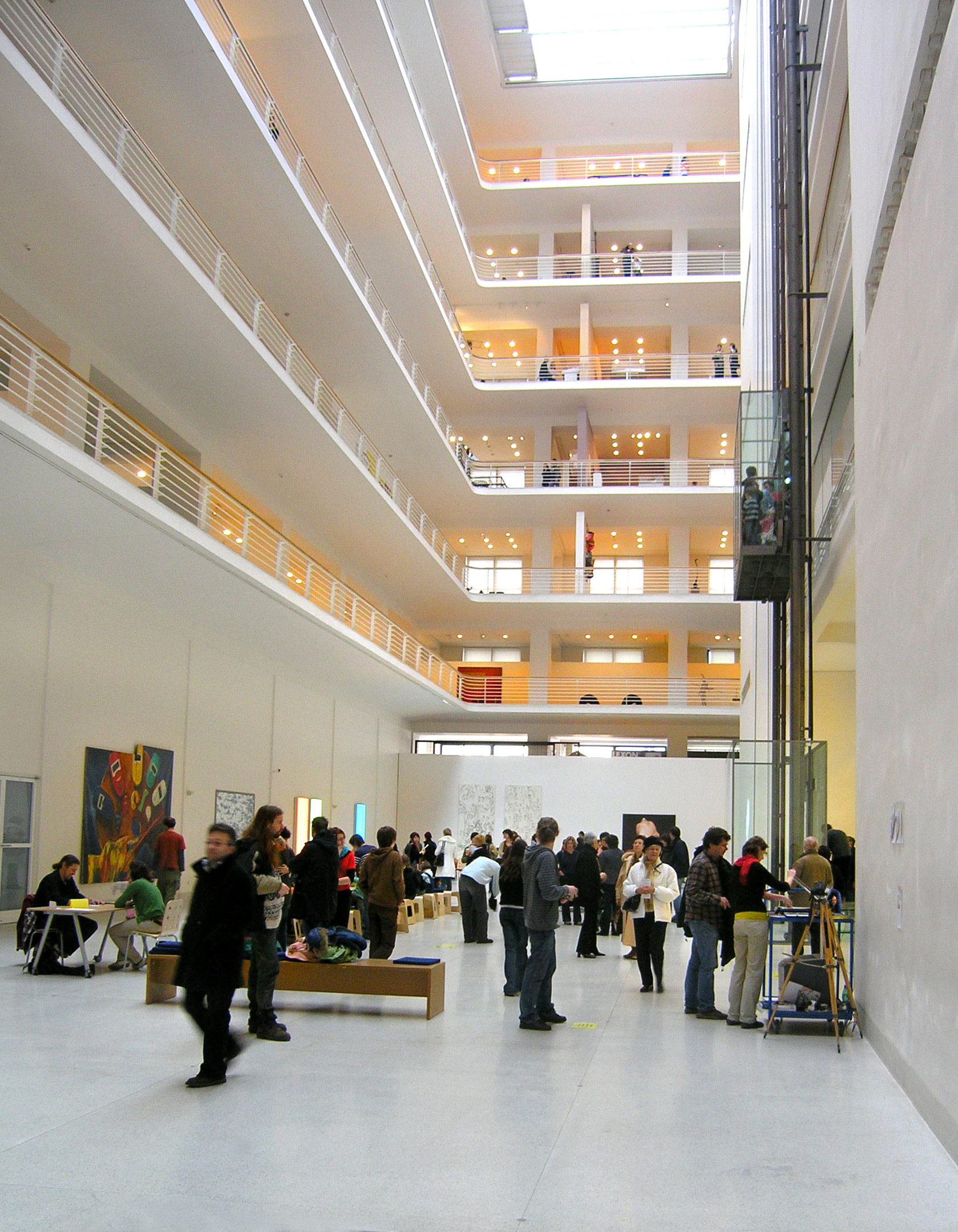
Malá dvorana
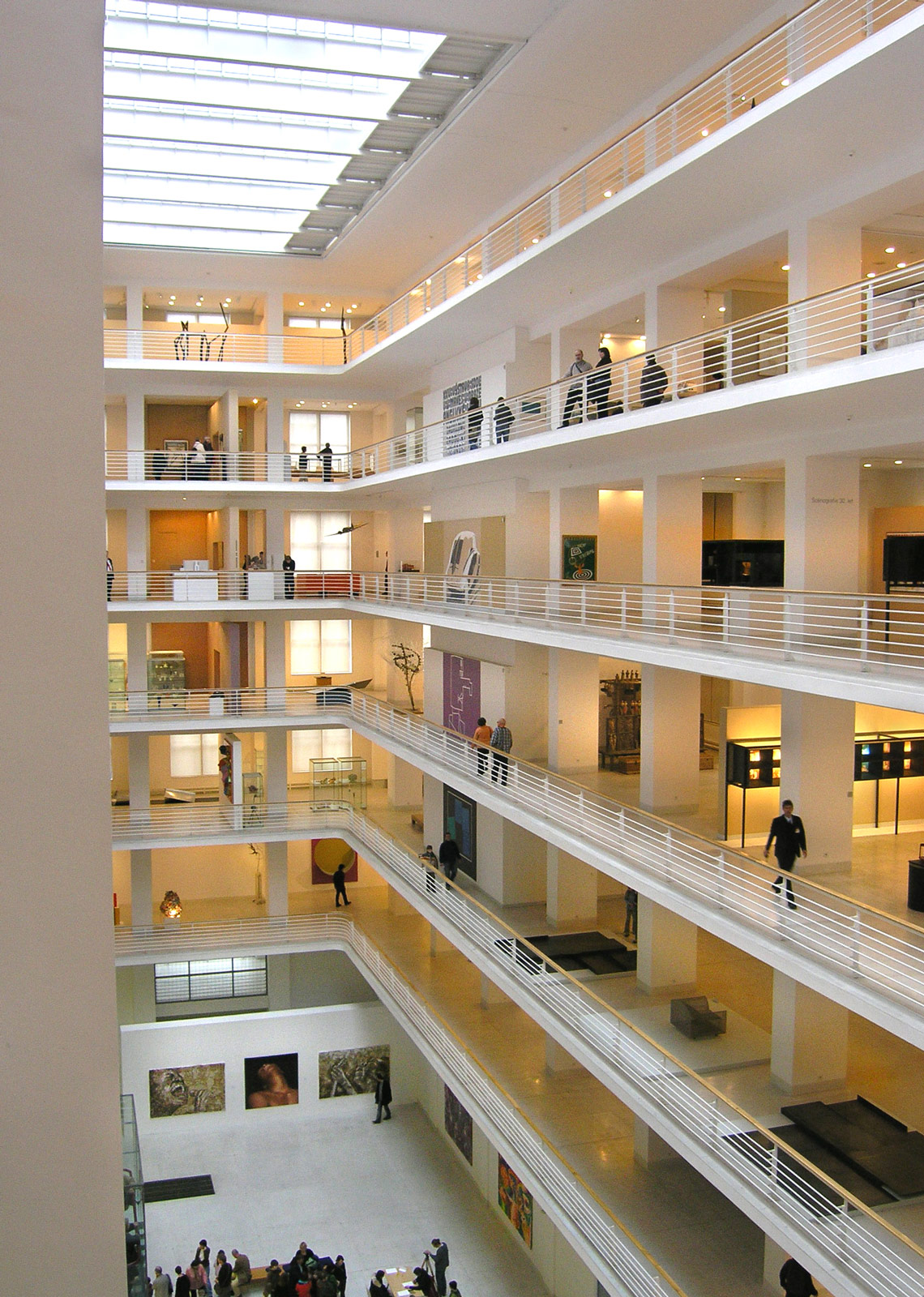
Malá dvorana shora